# 10128 Bro
10128 Bro è un asteroide della fascia principale. Scoperto nel 1993, presenta un'orbita caratterizzata da un semiasse maggiore pari a 2,2686096 UA e da un'eccentricità di 0,2307772, inclinata di 5,60361° rispetto all'eclittica.
L'asteroide è dedicato all'omonimo villaggio sull'isola di Gotland.